# Awet Habtom
Awet Habtom (* 1. Januar 1998 in Mendefera) ist ein ehemaliger etritreischer Radrennfahrer.

## Sportliche Laufbahn
2015 wurde Awed Habtom eritreischer Junioren-Meister im Straßenrennen; im Jahr darauf startete er im Einzelzeitfahren der Junioren bei den Straßenweltmeisterschaften in Doha und wurde Siebter, im Straßenrennen belegte er Rang 98.
2017 wurde Habtom Afrikameister im Mannschaftszeitfahren; im Einzelzeitfahren errang er Bronze. Im Straßenrennen belegte er den achten Platz. 2018 beendete er seine Radsportlaufbahn.

## Erfolge
2015
- Eritreischer Junioren-Meister – Straßenrennen

2017
- Afrikameister – Mannschaftszeitfahren (mit Meron Abraham, Amanuel Ghebreigzabhier und Meron Teshome)
- Afrikameisterschaft – Einzelzeitfahren
- Bergwertung La Tropicale Amissa Bongo

2018
- Nachwuchswertung Tour of Antalya

## Teams
- 2017 Bike Aid (ab 24. März)
- 2018 Polartec-Kometa